# Estetica trascendentale

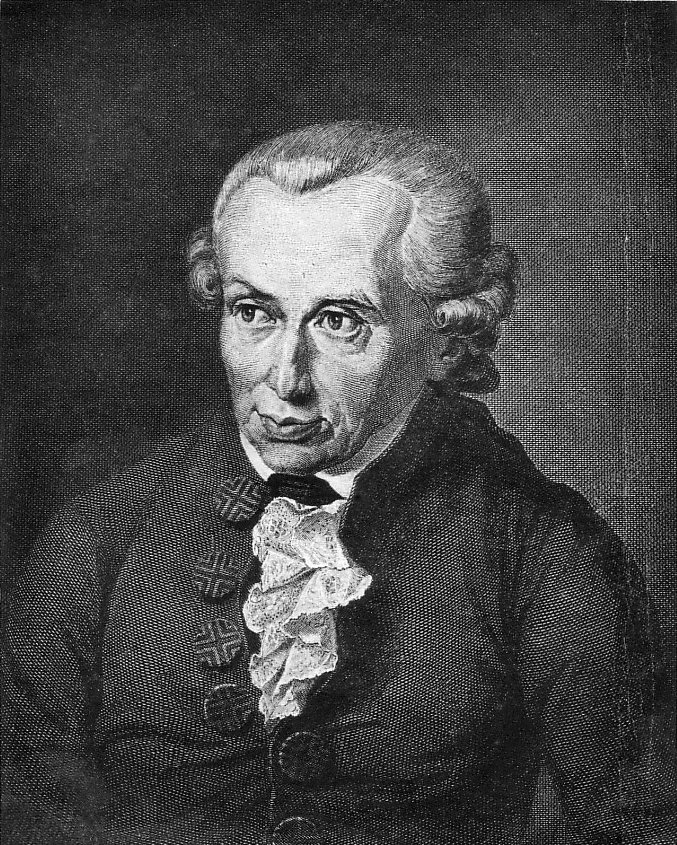
Immanuel Kant (1724-1804)

L'Estetica trascendentale è la prima parte della Critica della ragion pura (1781; seconda edizione 1787), opera del filosofo prussiano Immanuel Kant.
La parola estetica, in questo contesto, non rinvia alla scienza del bello (trattata da Baumgarten nella sua Aesthetica del 1750 e poi dallo stesso Kant nella Critica del giudizio del 1790), ma alla teoria della sensibilità (Sinnlichkeit), intesa come capacità di ricevere intuizioni sensibili (Anschauungen).
L'estetica è quindi per Kant la dottrina della sensibilità (la parola estetica deriva dal greco αἴσθησις, 'sensazione', 'percezione', dal verbo αἰσθάνομαι, 'percepire'). In questa parte dell'opera, Kant analizza infatti le condizioni a priori dell'intuizione sensibile. Kant ritiene che esistano solo due forme pure a priori della sensibilità: spazio e tempo; il primo è la forma dell'intuizione sensibile esterna, il secondo è la forma dell'intuizione sensibile interna. Entrambi sono forme dell'intuizione, non concetti, come Kant sottolinea in polemica con Leibniz.
Spazio e tempo non sono, secondo Kant, né indipendenti dagli oggetti e dalle loro relazioni (come riteneva Newton) né mere relazioni o determinazioni di oggetti in sé non spazio-temporali (come riteneva Leibniz). Essi sono, come scrive Shabel, "le forme trascendentalmente ideali delle nostre intuizioni di cose empiricamente reali".
La Critica della ragion pura è così suddivisa:
- Dottrina trascendentale degli elementi
  - Estetica trascendentale
  - Logica trascendentale
    - Analitica trascendentale
    - Dialettica trascendentale
- Dottrina trascendentale del metodo

## Terminologia
All'inizio dell'estetica trascendentale, Kant definisce i termini tecnici utilizzati in questa porzione dell'opera:
- intuizione (Anschauung);
- sensibilità (Sinnlichkeit);
- sensazione (Empfindung);
- apparenza (Erscheinung);
- oggetto (Gegenstand), inteso tanto come oggetto dell'intuizione quanto causa di essa;
- materia (Materie) e forma (Form) dell'intuizione;
- senso esterno (äussere Sinn);
- senso interno (innere Sinn).

Anschauung, etimologicamente, è termine relativo al solo senso della vista: Kant lo estende fino a comprendere tutti i cinque sensi. Il termine tradizionale per riferirsi alle rappresentazioni sensibili era Empfindung. L'intuizione è per Kant tanto una forma particolare di rappresentazione (Vorstellung) quanto il processo che permette al soggetto di acquisire la rappresentazione stessa. L'intuizione (come processo) è un riferimento immediato all'oggetto. L'oggetto dell'intuizione è il suo contenuto: il contenuto dell'intuizione rappresenta l'intera materia del pensiero dell'oggetto. Se un oggetto (o uno stato di cose) viene dato, esso modifica l'animo (Gemüth) attraverso una molteplicità di dati sensibili che lo rappresentano. L'introduzione del termine Anschauung al posto di Empfindung deriva dall'opportunità di parlare di intuizioni pure (mentre non avrebbe avuto senso parlare di sensazioni pure). Quanto a Gemüth ('animo'), Kemp Smith traduce con mind, 'mente', e giudica il termine "neutro", cioè "privo di qualsiasi implicazione metafisica" ed equivalente a "capacità di rappresentare" (Vorstellungsfähigkeit).
Vorstellung ('rappresentazione') è esso stesso un termine ultragenerico, che rinvia a qualsiasi genere di conoscenza.
La sensibilità è la "capacità di ricevere rappresentazioni (recettività)", definizione ripresa dalla dissertazione De mundi sensibilis atque intelligibilis forma et principiis (1770). Gli oggetti ci sono dati tramite essa come intuizioni. La sensazione è l'"effetto sulla capacità di rappresentazione, prodotto da un oggetto, in quanto noi siamo modificati da quest'ultimo". Le sensazioni sono quindi modificazioni dei nostri organi di senso. È detta "intuizione empirica" l'intuizione che si riferisce ad un oggetto tramite una sensazione. L'esistenza di oggetti reali, indipendenti dal nostro sentire, è qui postulata: la sensazione presuppone la cosa in sé stessa (Ding an sich).
È importante distinguere sensazioni e intuizioni. Le sensazioni sono soggettive, in quanto sono modificazioni del soggetto, non rappresentazioni dell'oggetto. Le intuizioni sono invece intese da Kant come rappresentazioni singolari, immediate e oggettive. L'intuizione contiene un oggetto in relazione spaziale con me e con altri oggetti. Così, ad esempio, il solletico che mi provoca il manto del gatto sulla pelle è una sensazione. Del gatto, in quanto cosa posta in uno spazio diverso da quello che occupo io, posso avere una intuizione. Non mi sto ancora rappresentando il gatto in quanto gatto, perché ciò richiede un'operazione intellettuale (l'uso di un concetto).
L'apparenza è "l'oggetto indeterminato di un'intuizione empirica" (indeterminato qui significa non concettualizzato), è ciò che l'intuizione rappresenta. La parola apparenza non va intesa come illusione, ma semplicemente come qualcosa che si mostra o appare. Certo, nell'apparenza noi possiamo distinguere la mera apparenza (l'arcobaleno) e la cosa stessa (le gocce d'acqua che rifrangono la luce), ma tanto l'arcobaleno quanto le gocce d'acqua restano apparenza. L'apparenza concettualizzata, cioè interpretata secondo le categorie, è il fenomeno. Così almeno in un passo della prima edizione (A248); più in generale, per "apparenza" Kant intende anche l'oggetto concettualizzato (cioè categorizzato) e nel complesso della prima Critica la parola Phänomen è piuttosto rara (nelle traduzioni, peraltro, la distinzione tra Erscheinung e Phänomen solitamente si perde).
L'attività intellettuale è invece espressione di spontaneità: tramite essa e i suoi concetti (Begriffe) gli oggetti vengono pensati. Il concetto è la rappresentazione di base richiesta per l'attività di pensiero: i concetti sono rappresentazioni generali, mentre le intuizioni rinviano a rappresentazioni singolari (o particolari). Tutti i pensieri (Denken) devono riferirsi direttamente (directe) o indirettamente (indirecte) a intuizioni. Il riferimento indiretto all'intuizione consiste nella rappresentazione concettuale: il mio concetto di gatto non si riferisce ad un gatto in particolare, ma a tutti i gatti o al gatto in generale. Il riferimento diretto (o "immediato") è appannaggio dell'intuizione. I concetti possono applicarsi indirecte a realtà particolari solo attraverso la mediazione dell'intuizione (ed è in questo senso che Kant indica come "discorsivo" l'uso dei concetti). All'intuizione empirica non corrisponde però la cosa in sé, cioè "l'oggetto reale da cui la sensibilità è affetta, ma l'oggetto colto secondo le modalità recettive di essa, privo ancora di ogni ulteriore determinazione concettuale: il fenomeno (Erscheinung)". Kant afferma che è logicamente possibile postulare esseri la cui intuizione (intesa come processo) non sia sensibile, come quella umana, ma intellettuale (o di diverso tipo). La metafisica tradizionale riconosceva a Dio l'intuizione intellettuale.
Kant opera una distinzione funzionale tra la materia dell'apparenza (ciò che è toccato, visto, odorato ecc.), che è quanto dell'apparenza corrisponde alla sensazione (ilomorfismo), e la forma dell'apparenza, da intendere come condizione dell'ordinamento secondo certi rapporti della molteplicità espressa dall'apparenza. Infatti, "la materia di ogni apparenza ci viene data [...] soltanto a posteriori, ma la forma di tali apparenze deve trovarsi pronta per tutte quante nell'animo, a priori, e deve quindi potersi considerare separata da ogni sensazione". Ciò che ordina il molteplice delle sensazioni non può essere a sua volta una sensazione, ma è un a priori. Questa distinzione tra materia e forma è di stampo aristotelico: non è relativa alla cosa, supposta come fatta di "materia", ma alla rappresentazione della cosa. La materia dell'apparenza è il molteplice che viene offerto dalla rappresentazione. La forma dell'apparenza è ciò che consente di dare ordine al molteplice.
Anche la distinzione tra intuizioni e concetti è rilevante. Le intuizioni sono rappresentazioni singolari e immediate. I concetti sono rappresentazioni generali e mediate. Le intuizioni rinviano alla percezione, i concetti ai giudizi. Nell'intuire un oggetto io lo colloco nello spazio, mettendolo in relazione con me e con gli altri oggetti. Solo attraverso concetti lo individuerò in quanto scrivania, mobile, cosa di legno ecc. Tanto le intuizioni quanto i concetti possono essere empirici o a priori.
Quanto al senso esterno, esso è lo strumento attraverso cui il soggetto intuisce oggetti esterni. Il senso interno è invece lo strumento attraverso cui il soggetto intuisce i propri stati mentali. Senso esterno e senso interno sono i due modi della sensibilità.

## Spazio e tempo
L'estetica trascendentale (Transscendentale Aesthetik) è la "scienza di tutti i principi a priori della sensibilità" o, in altre parole, lo studio delle condizioni a priori della capacità di sentire (αἴσθησις). Questi elementi a priori della sensibilità sono separati per astrazione tanto dalle sensazioni quanto dai concetti. Obiettivo di fondo dell'estetica trascendentale è mostrare che:
- due sono le forme pure dell'intuizione sensibile (dette anche intuizioni pure): spazio e tempo;
- le nostre rappresentazioni di spazio e tempo non derivano né da sensazioni né da giudizi;
- lo spazio (e così il tempo) è omogeneo, ubiquo, singolare e illimitato;
- spazio e tempo non sono proprietà delle cose in sé, ma caratteristiche formali della nostra esperienza.

Spazio e tempo, in quanto intuizioni, ci sono originariamente dati non dall'intelletto (come concetti), bensì dall'esperienza, ma come sue forme generali. Lo spazio come intuizione pura si ritrova nell'animo per astrazione, una volta che si sottraggano alla rappresentazione i pensieri dell'intelletto (concernenti "sostanza, forza, divisibilità, ecc.") e quanto è percepito come intuizione sensibile ("impenetrabilità, durezza, colore, ecc."). Ciò che rimane è "estensione e figura". Estensione e figura, secondo Kant, non sono dunque concetti attraverso cui identificare classi di cose. Esse piuttosto "appartengono alla intuizione pura".
Kant rimarca la differenza che passa tra distinguere due corpi l'uno dall'altro e collocare questi due corpi in luoghi diversi dello spazio. Nessuna delle caratteristiche di questi corpi, anche se confrontate, ci dice alcunché sulla collocazione di questi corpi nello spazio. La dislocazione di un corpo non comporta alcuna modifica delle sue caratteristiche. A ciò si aggiunga che nulla può rappresentarcisi senza che risulti collocato da qualche parte nello spazio, fatta eccezione per i nostri stati mentali, che occorrono nel tempo.
Con l'attribuzione allo spazio e al tempo del carattere di intuizione pura, Kant rispondeva ad una serie di questioni centrali per la metafisica del suo tempo. Ci si chiedeva se spazio e tempo fossero sostanze o proprietà di sostanze. Da un punto di vista ontologico, poi, i metafisici erano divisi tra una tendenza "assolutista" (che vedeva spazio e tempo esistere indipendentemente dagli oggetti e dalle relazioni tra oggetti) e una tendenza "relazionale" (che vedeva spazio e tempo esistere in virtù dell'esistenza di oggetti e relazioni tra oggetti). Esisteva poi il problema di capire da dove originasse la nostra rappresentazione dello spazio e del tempo. Non sembra infatti possibile rappresentarsi spazio e tempo al modo in cui ci si rappresenta oggetti sensibili. Alcuni ritenevano che spazio e tempo fossero impercettibili in quanto causalmente inerti, ma i più non potevano che constatare che l'uomo ha una rappresentazione di spazio e tempo in quanto tali. Ancora, qual è il contenuto della nostra rappresentazione di spazio e tempo? Per Kant, conoscere il contenuto di una rappresentazione può offrire indizi sulla sua origine; qual è, in questo senso, il rapporto tra lo spazio come ce lo si rappresenta e lo spazio descritto da Euclide? Infine, qual è il rapporto tra la mente umana, da un lato, e spazio e tempo dall'altro? Contenuto e origine della nostra rappresentazione di spazio e tempo autorizzano a pensarli come dipendenti dalla mente? Kant si concentrerà sulla questione del rapporto tra la mente e spazio e tempo, lasciando da parte ogni domanda sul rapporto di spazio e tempo con gli oggetti e le loro relazioni.
Dello spazio e del tempo Kant offre una esposizione metafisica (la expositio – Erörterung, in tedesco – è una descrizione di ciò che appartiene alle nostre rappresentazioni di spazio e tempo; è detta "metafisica" in quanto presenta solo l'a priori di queste rappresentazioni) e una esposizione trascendentale (definizione delle due intuizioni pure come condizioni di accesso ad altre conoscenze sintetiche a priori). La prima descrive origine e contenuto della nostra rappresentazione dello spazio; la seconda intende mostrare che lo spazio è principio di conoscenza.

## Lo spazio

### Esposizione metafisica dello spazio
L'esposizione metafisica dello spazio è introdotta da uno schizzo di tre posizioni possibili intorno all'essere dello spazio.
L'idea che lo spazio sia un ente reale rinvia alla prospettiva "assolutista" di Newton e dei suoi seguaci, in particolare quel Samuel Clarke che la difese in un carteggio con Leibniz. Nell'idea assolutista, lo spazio, reale e oggettivo, è come un contenitore, che può esistere anche senza oggetti. Esso è reale (non ideale) in quanto la sua esistenza non dipende dal fatto che qualcuno lo percepisca. L'idea, invece, che lo spazio consista in "rapporti tra cose" rinvia alla prospettiva "relazionalista" di Leibniz (ma anche di Berkeley). Lo spazio, secondo questa prospettiva, è ideale e soggettivo: esso è una relazione tra sostanze (le monadi leibniziane) che però non hanno natura spazio-temporale; d'altra parte, le relazioni spazio-temporali, che dipendono dall'attività percettiva, corrispondono alle proprietà delle monadi.
L'esposizione metafisica è poi svolta in quattro argomentazioni (cinque nella prima edizione). Le prime due argomentazioni intendono affermare la natura a priori dello spazio, le seconde due che la nostra rappresentazione a priori dello spazio è una intuizione e non un concetto.
La prima argomentazione è la seguente:
Il passaggio sembra scritto in polemica con Locke, il quale, nel suo Saggio sull'intelletto umano (2.13.2-4), sostiene che l'origine dell'idea di spazio risiede nell'esperienza. Secondo Locke, il soggetto percepisce oggetti l'uno ad una certa distanza dall'altro e, sulla scorta di una serie di esperienze simili, collezionando le distanze percepite, concepisce uno spazio che esprima una distanza indeterminata. Secondo Locke (e così anche Hume), l'idea di uno spazio onnicomprensivo è dunque ricavata dalla percezione delle relazioni spaziali. Kant obietta che per concepire corpi in posizioni diverse e posti ad una certa distanza l'uno dall'altro l'intuizione dello spazio è già necessaria. In altre parole, le relazioni di distanza cui Locke rinvia sono già in sé spazio-temporali, quindi implicano già lo spazio.
La seconda argomentazione dell'esposizione metafisica è la seguente:
Queste precisazioni sembrano scritte contro il relazionalismo di Leibniz. Possiamo rappresentarci lo spazio vuoto, ma non l'assenza di spazio. Ciò indica che la rappresentazione dello spazio non dipende dalla rappresentazione spaziale dei singoli corpi.
La terza e la quarta argomentazione intendono dimostrare che il contenuto della rappresentazione dello spazio non è compatibile con una rappresentazione concettuale. È bene, a tal proposito, richiamare le nozioni di intensione ed estensione di un concetto nella logica tradizionale dei tempi di Kant e il modo in cui egli le applica alla questione della rappresentazione dello spazio.
Si consideri il concetto di 'essere'. Un essere può essere creato o increato. Se creato, può essere materiale o immateriale. Se materiale, può essere animato o inanimato. Se animato, può essere razionale o irrazionale. L'estensione del concetto di 'essere' consiste di tutti i subconcetti ('creato', 'increato', 'materiale', 'immateriale' ecc.) che come specie "stanno sotto" al genere 'essere'. Il concetto generale, si dice, "è in" ciascuno dei subconcetti. L'intensione di un concetto consiste, al contrario, nell'enumerazione dei concetti di ordine superiore che lo definiscono. Così, ad esempio, l'intensione del concetto di 'essere umano' sarà 'razionale animato materiale creato essere': esso è definito da (o "ha in sé") i concetti di 'razionale', 'animato' ecc., e ha "sotto di sé" i subconcetti di 'essere umano femminile' e di 'essere umano maschile'.
In generale, dunque, un concetto è una rappresentazione generale che si sostanzia come "caratteristica comune" in un certo numero (potenzialmente infinito) di subconcetti, che sono la sua estensione. È in questo senso che Kant caratterizza il concetto come "discorsivo".
Ora, la terza argomentazione dell'esposizione metafisica intende dimostrare che la rappresentazione dello spazio è una intuizione e non un concetto a partire dalla considerazione della sua unicità.
Supponendo che lo spazio sia una concetto, sarebbe allora possibile avere una rappresentazione concettuale delle sue parti, allo stesso modo in cui è possibile avere una rappresentazione concettuale dell'intensione del concetto di 'essere umano' (ad esempio 'essere materiale') senza per questo rifarsi all'intera rappresentazione del concetto di 'essere umano'. Ciò però non è possibile con lo spazio. Quando infatti ci riferiamo a diversi spazi, sostiene Kant, pensiamo in realtà a diverse parti di uno spazio complessivo, ottenute delimitando l'insieme. Né sono tali parti a comporre lo spazio complessivo: esse sono piuttosto il prodotto di una delimitazione dello spazio complessivo, dato nell'intuizione. Rappresentarsi una parte dello spazio significa di per sé rappresentarsi l'intero spazio. Come osserva Shabel, "Il ragionamento muove dalla singolarità dello spazio rappresentato alla intuitività della sua rappresentazione".
Così, mentre il mio concetto di gatto si sostanzia di diversi gatti, l'intuizione di un singolo gatto o l'intuizione pura dello spazio è singola. La singolarità dello spazio (repraesentatio singularis) fa sì che esso possa rappresentarsi solo come intuizione. D'altra parte, Kant non esclude che dello spazio, originariamente un'intuizione, la mente possa maturare anche concetti, cioè rappresentazioni generali dello spazio, che però derivano dalla sua intuizione particolare (in tal senso egli dice che l'intuizione dello spazio "sta a fondamento di tutti i concetti di esso").
La quarta e ultima argomentazione insiste sull'opposizione tra concetto e intuizione, e prende avvio da questa considerazione:
La disamina di un concetto può restituire un ventaglio infinito di subconcetti: esso cioè può essere caratteristica comune di un numero infinito di rappresentazioni di ordine inferiore. Per converso, nessun concetto è definito da un numero infinito di rappresentazioni di ordine superiore. È però proprio così che pensiamo lo spazio, in quanto "tutte le parti dello spazio, sino ad un numero infinito, sussistono simultaneamente": esso ha infatti "in sé" un numero infinito di rappresentazioni, relative a sue infinite parti, che coesistono simultaneamente. Tali rappresentazioni "stanno sotto" l'originaria rappresentazione di spazio.
Anche se l'estensione di un concetto, così come lo intende Kant nell'Estetica trascendentale, non rinvia agli oggetti che sono sue istanze, ma piuttosto alla classe di concetti che come specie "stanno sotto" a quel concetto che è loro genus, la quarta argomentazione può essere interpretata anche nei termini di un concetto in rapporto alle sue istanze. Così, il concetto di 'gatto' è costituito da un ventaglio di caratteristiche distintive, con cui un numero indefinito di corpi può risultare compatibile (il concetto discorsivo è una repraesantatio per notas communes). Ogni singola istanza del concetto è quindi per definizione parziale, perché lo stesso concetto è applicabile a tutte le sue istanze, seppure queste siano in parte diverse l'una dall'altra (quel gatto è persiano, quell'altro è siamese). Né il concetto di gatto può da solo determinare per intero la singola istanza: il concetto di gatto non determina, ad esempio, il colore di questo singolo gatto. Quindi, questo singolo gatto non esaurisce il novero di istanze che il concetto di gatto può designare e, d'altro canto, il concetto di gatto designa ciò che è un gatto solo parzialmente. Le singole istanze di un concetto possono coesistere simultaneamente e sono quindi intrinsecamente limitate. La quarta argomentazione, però, esordisce appunto sostenendo che "lo spazio è rappresentato come un'infinita grandezza data". Resta così provato che lo spazio è un'intuizione e i vari concetti di spazio (ad esempio, lo spazio netwoniano, assoluto e matematicamente omogeneo) puramente derivativi. Infatti, un concetto non può designare una intera e singolare entità (qual è lo spazio). Non è insomma ammissibile ritenere che un ventaglio di caratteristiche (cioè un concetto) possa applicarsi ad un solo oggetto e, se anche così fosse, non potremmo mai essere sicuri che tale singolo oggetto non possegga altre caratteristiche estranee al concetto. Con ciò, resta provato che i concetti sono intrinsecamente generali. "Per converso", scrive Falkenstein, "delle intuizioni non può mai dirsi che siano completamente contenute da ciò che è pensato nei concetti". Riassumendo, i concetti sono indiretti e discorsivi, mentre le intuizioni sono rappresentazioni di interi unici, le cui parti sono date per limitazione.
Ora, con l'esposizione metafisica dello spazio Kant ha mostrato che la mente non può rimuovere lo spazio dalle esperienze avute finora, ma le argomentazioni addotte non sembrano abbastanza forti da imporre che debba essere così e che il ragionamento non sia invece puramente induttivo. Per questa ragione, Kant sentì il bisogno di aggiungere, nella seconda edizione, l'esposizione trascendentale dello spazio.

### Esposizione trascendentale dello spazio
Kant definisce una esposizione trascendentale in questi termini:
L'esposizione trascendentale dello spazio, aggiunta alla seconda edizione, intende mostrare quali cognizioni derivino dalla intuizione pura dello spazio (intuizione che è quindi condizione di tali cognizioni). Lo spazio, come forma del senso esterno, determina ogni sensazione esterna, ma qui Kant si concentra su un particolare tipo di cognizione, la geometria.
Le proposizioni che concernono la geometria non seguono, secondo Kant, dall'analisi del concetto di spazio. Che lo spazio abbia tre dimensioni, che la linea più breve tra due punti sia una retta o che due rette non possano chiudere uno spazio sono per Kant giudizi sintetici, non analitici. Pur non essendo analitici, questi giudizi sono del pari necessari. La necessità di questi giudizi non è ravvisata induttivamente nel fatto che tutti gli spazi che finora abbiamo esperito abbiano queste caratteristiche, ma apoditticamente nel fatto che non potremo mai esperire uno spazio con più di tre dimensioni. La necessità di questi giudizi non si fonda su come le cose sono in sé, ma dal modo in cui sono costituiti i nostri sensi.
Il fatto che lo spazio sia un'intuizione pura è condizione necessaria e sufficiente della necessità dei giudizi della geometria.

### Deduzioni dai concetti precedenti di spazio
Segue l'esposizione trascendentale dello spazio una serie di deduzioni (Schlüsse). In questa sezione, Kant insiste sulla distinzione tra cosa in sé (noumeno) e apparenza (fenomeno). Chiarito che la sensibilità ha una sua caratteristica costituzione formale (le "condizioni soggettive dell'intuizione"), il noumeno sarà allora ciò che appare, considerato però astraendo da tali condizioni. Commenta a questo punto Kant:
Lo spazio, in quanto forma a priori della sensibilità, può essere studiato indipendentemente dalle esperienze ed è in tal senso che le proposizioni della geometria (così come ogni giudizio sintetico a priori sullo spazio) sono universalmente e necessariamente vere, sempre che si intendano queste proposizioni come applicate ad apparenze e non a noumeni. Il valore incondizionato di questi giudizi è tale solo se si pone questa limitazione.
E questa idea di limite avrà un ruolo determinante lungo tutta la Critica della ragion pura. Ad ogni modo, Kant rimarca che le apparenze non sono illusioni.
Kant precisa che le sensazioni dei colori, dei suoni, del calore ecc. condividono con lo spazio il "fatto di appartenere alla disposizione soggettiva della natura del senso". Come scrivono Burnham e Young:

## Il tempo

### Esposizione metafisica del tempo
Le argomentazioni avanzate per il tempo ricalcano quasi del tutto quelle relative allo spazio. La teoria generale per cui lo spazio è la forma del senso esterno e il tempo la forma del tempo interno indica che tutti i nostri stati mentali sono collocati nel tempo, mentre tutto ciò che sta al di fuori dei nostri stati mentali è collocato nello spazio. Kant afferma che "Il tempo non può essere intuito esternamente, allo stesso modo in cui lo spazio non può essere intuito come qualcosa che sta in noi". La trattazione che nell'estetica trascendentale Kant fa dello spazio e del tempo, trattati quasi in parallelo, può risultare fuorviante. Il tempo, infatti, è condizione tanto delle rappresentazioni interne (stati mentali) quanto di quelle esterne, mentre lo spazio è condizione solo di queste ultime. Tutte le rappresentazioni vanno quindi considerate come intrinsecamente temporali.
Le argomentazioni offerte nell'esposizione metafisica del tempo sono cinque, a fronte delle quattro fornite per lo spazio. Ciò perché, osserva Buroker, Kant pone la terza argomentazione delle cinque nel luogo sbagliato (avrebbe dovuto far parte dell'esposizione trascendentale). In generale, le argomentazioni per il tempo riproducono quelle per lo spazio, pur con qualche differenza.
La prima argomentazione recita:
La seconda argomentazione recita:
Se lo spazio è la condizione della possibilità delle apparenze, il tempo è la condizione della realtà delle apparenze.
La quarta argomentazione corrisponde alla terza per lo spazio.
La quinta argomentazione corrisponde alla quarta per lo spazio.

### Esposizione trascendentale del tempo
Come già avvenuto per lo spazio, l'esposizione trascendentale intende mostrare che solo ritenere il tempo un'intuizione pura è condizione necessaria e sufficiente per dare conto dei giudizi sintetici a priori connessi al tempo. Diversamente che dai Prolegomena, però, Kant non mette in connessione il tempo con l'aritmetica. Piuttosto, nella terza argomentazione dell'esposizione metafisica, che, come detto, è invece un'esposizione trascendentale, Kant dice del tempo:
Nell'esposizione trascendentale del tempo vera e propria, Kant mette in connessione il tempo piuttosto con la percezione del movimento (e i principi sintetici a priori della meccanica).
In altre parole, una proposizione e la sua negazione non possono essere entrambe vere per il principio di non contraddizione, a meno che non si tratti di una proposizione empirica che si riferisce a momenti diversi nel tempo.

### Deduzioni dai concetti precedenti di tempo
Come già per lo spazio, anche per il tempo all'esposizione trascendentale seguono una serie di deduzioni. In particolare, Kant osserva:
È poi in questa sezione (§6), al punto c), che Kant osserva che tutte le intuizioni hanno carattere temporale.

### Chiarimento
La sezione §7 è intitolata «Chiarimento» (Erläuterung) ed è dedicata ad una obiezione che Kant "[ha] inteso levarsi, da parte di uomini intelligenti". Tale obiezione suona così: "i mutamenti sono reali (ciò è dimostrato dal variare delle nostre proprie rappresentazioni, quand'anche si volesse negare tutte le apparenze esterne, insieme ai loro mutamenti). Ora, i mutamenti sono possibili soltanto nel tempo, e di conseguenza, il tempo è qualcosa di reale". Kant dichiara di accogliere l'intera obiezione, dichiarando che "Il tempo è certamente qualcosa di reale, cioè la forma reale dell'intuizione interna". Il tempo è cioè empiricamente reale e trascendentalmente ideale; è "il modo di rappresentazione di me stesso come oggetto".
Il fatto che questa obiezione nasca per il tempo e non per lo spazio è attribuita da Kant al fatto che coloro che insistono sulla realtà dello spazio come sostanza non riescono a superare l'obiezione degli idealisti, i quali rimarcano l'impossibilità di una prova rigorosa della realtà degli oggetti esterni. Lo stato interno, al contrario, è percepito, in particolare a partire da Cartesio e il suo cogito ergo sum, come immediatamente certo. Così, se la realtà degli oggetti esterni appare illusoria, quella dell'io appare invece salda. Secondo Kant, questo approccio dimentica che tanto gli oggetti esterni quanto gli stati interni sono sì reali, ma in quanto apparenze.

## Osservazioni generali sull'estetica trascendentale
La sezione §8, che chiude l'Estetica trascendentale, si intitola «Osservazioni generali sull'estetica trascendentale» (Allgemeine Anmerkungen zur transseendentalen Aesthetik) e fu aggiunta da Kant per la seconda edizione. Si tratta per lo più di considerazioni riassuntive su quanto detto nell'Estetica trascendentale. La sezione §8 è divisa in quattro sottosezioni: la prima di queste faceva invece parte della prima edizione. Nella terza sottosezione, Kant dirige le proprie critiche a Leibniz e a Wolff, in particolare sul tema della distinzione tra intuizioni e concetti, che Leibniz avrebbe, secondo Kant, confuso (e questo aspetto verrà poi sviluppato nella «Anfibolia dei concetti di riflessione»).
Nella sottosezione I, Kant afferma con forza:
Spazio e tempo sono le forme di questo nostro modo di percepire, mentre le sensazioni sono la sua materia. La forma è conosciuta solo a priori, come intuizione pura. La materia è invece intuizione empirica, a posteriori. Contro l'idea leibniziana che la conoscenza sensibile sia una versione confusa della conoscenza intellettuale Kant dichiara:
L'errore di fondo di Leibniz e Wolff consiste dunque nell'aver considerato la differenza tra la conoscenza sensibile e la conoscenza intellettuale come logica, quando essa è trascendentale. Tale differenza risiede cioè non nella forma (se sia una conoscenza più chiara o più oscura dell'altra), ma nell'origine e nel contenuto.
Kant insiste poi sulla differenza, all'interno di conoscenze comunque empiriche, tra "ciò che inerisce essenzialmente all'intuizione delle [apparenze] e vale per ogni senso umano in generale [e] quello che appartiene solo accidentalmente all'intuizione", con ciò riprendendo la distinzione tra qualità primarie e secondarie di ascendenza lockiana. Scrive Kant:
Verso la fine della sottosezione I, Kant discute il rapporto tra geometria e natura della conoscenza più in dettaglio di quanto fatto nella sezione §3 (l'esposizione trascendentale dello spazio), invitando il lettore a supporre che spazio e tempo siano sostanze reali in sé stesse. Dato che le proposizioni della geometria sono giudizi sintetici a priori, quindi necessari e apoditticamente certi, ci si dovrà chiedere se si sia giunti a tali giudizi tramite concetti o tramite intuizioni. L'idea che le rappresentazioni da cui sono state tratte le proposizioni della geometria siano a posteriori è incompatibile con la loro apoditticità. Tramite concetti non è possibile ottenere se non conoscenza analitica.
A questo punto ci si dovrà chiedere se tale intuizione dovrà essere pura o empirica. Da un'intuizione empirica non si potrà mai ottenere una proposizione universalmente valida e necessaria come sono quelle della geometria.
Riassumendo, se lo spazio fosse una proprietà delle cose in sé stesse, le proposizioni della geometria potrebbero essere cavate solo dall'esperienza sensibile, finendo per perdere la necessità e l'universalità che invece le caratterizza. Per converso, dai meri concetti della geometria è impossibile cavare alcunché di sintetico: se le proposizioni della geometria fossero meramente analitiche, non si capirebbe come tali proposizioni sarebbero applicabili alle apparenze (cioè valide per le apparenze). La geometria è qui usata non come mero esempio, ma perché essa appare a Kant come la forma di scienza di maggior successo nella storia umana.
La sottosezione II presenta un'ulteriore argomentazione in favore dell'idealità di spazio e tempo, secondo la quale le nostre intuizioni sono relative solo a rapporti.
Esempi di rapporti tra intuizioni sono 'sopra', 'sotto', 'due metri a est', 'a destra' ecc. Qui "elemento interno" traduce das Innere, che non va confuso con il senso interno. Qui "elemento interno" va inteso come ciò che è intrinseco all'oggetto, opposto a ciò che è estrinseco (ciò che è relazionale, cioè l'apparenza alla portata della nostra conoscenza). Anche il tempo, dunque, che è forma del senso interno, non presenta che determinazioni estrinseche dell'io considerato come cosa in sé stessa. E qui Kant anticipa il riferimento alla "coscienza di se stesso (appercezione)", cioè "la rappresentazione semplice dell'io", sostenendo che "se tutto il molteplice nel soggetto fosse dato spontaneamente solo da ciò, l'intuizione interna sarebbe allora intellettuale". Detto altrimenti, quale che sia il contenuto della mente, esso potrà essere intuito (dal senso interno) solo come effetto dell'attività della mente. L'appercezione è dunque, come scrivono Burnham e Young, "l'azione della mente su sé stessa, espressa come una molteplicità di relazioni temporali".
Tutto ciò implica un deciso attacco al tentativo cartesiano di derivare dal cogito ergo sum un fondamento per la filosofia.
Nella sottosezione IV, Kant fa diretto riferimento alla possibilità di una intuizione intellettuale. Un'intuizione di tale tipo non ha bisogno di attendere di essere affetta da qualcosa come un oggetto esterno o un'attività della mente. Questo tipo di intuizione è tradizionalmente attribuita a Dio. Ora, se si concede che spazio e tempo sono sostanze reali, allora essi saranno condizione delle cose in sé e anche condizione della stessa esistenza di Dio. L'idea di Dio della teologia naturale risulta però del tutto incompatibile con l'ipotesi secondo cui spazio e tempo sono sostanze reali. Non rimane che considerare spazio e tempo come "forme soggettive del nostro modo di intuizione, tanto esterno quanto interno", il quale si chiama sensibile per il fatto che non è originario [...], ma dipende dall'esistenza dell'oggetto". La mente umana, dunque, intuisce solo sensibilmente, mentre sarebbe assurdo pensare che Dio intuisca il creato in termini di spazio e tempo, conseguenza pure necessaria nel momento in cui consideriamo spazio e tempo come sostanze reali. Per tutta l'estetica trascendentale, Kant ha limitato questo modo di intuizione nello spazio e nel tempo all'essere umano, ma ciò non risulta nemmeno necessario. Infatti, scrive Kant:
Del resto, sottolinea Kant, questa osservazione relativa all'ente supremo "deve però rientrare nella nostra teoria estetica soltanto come un chiarimento, non come una ragione dimostrativa".
Kant ritiene a questo punto di aver risposto alla domanda fondamentale dell'estetica trascendentale: come sono possibili proposizioni sintetiche a priori, cioè le intuizioni pure a priori di spazio e tempo. In ultima analisi, i giudizi sintetici a priori dipendono dall'intuizione sensibile. I giudizi sintetici, tanto a posteriori quanto a priori, sono dunque validi solo in relazione a ciò che può essere esperito, cioè apparenze. Ogniqualvolta tali giudizi vanno al di là dell'esperienza sensibile, in particolare i giudizi sintetici a priori della metafisica, la loro validità è nulla.
Ecco, in sintesi, i risultati dell'estetica trascendentale:
1. spazio e tempo possono essere analizzati senza riguardo all'esperienza sensibile;
2. le forme dell'intuizione sono soggettive, nel senso che appartengono al soggetto, ma poiché sono condizione di tutte le intuizioni possibili esse hanno validità necessaria e universale, cioè sono in tal senso oggettive;
3. le apparenze non sono illusioni: spazio e tempo sono reali empiricamente e ideali trascendentalmente;
4. la conoscenza consiste di intuizioni sinteticamente combinate con concetti e dunque la conoscenza è limitata a ciò che può essere intuito;
5. dentro questi limiti, ogni scetticismo radicale risulta superato dalla conoscenza a priori di spazio e tempo come struttura fondamentale della realtà.

## Edizione italiana citata
- Critica della ragione pura, Introduzione, traduzione e note di Giorgio Colli, Torino, Einaudi, 1957. - nuova ed. riveduta con le varianti, Milano, Adelphi, 1976.